# Lijst van beelden in Zwartewaterland
Dit is een (onvolledige) chronologische lijst van beelden in Zwartewaterland. Onder een beeld wordt hier verstaan elk driedimensionaal kunstwerk in de openbare ruimte van de Nederlandse gemeente Zwartewaterland, waarbij beeld wordt gebruikt als verzamelbegrip voor sculpturen, standbeelden, installaties, gedenktekens en overige beeldhouwwerken.
Voor een volledig overzicht van de beschikbare afbeeldingen zie: Beelden in Zwartewaterland op Wikimedia Commons.
| Geplaatst | Omschrijving                              | Kunstenaar        | Straat                                      | Plaats     | Materiaal                  | Afbeelding |
| --------- | ----------------------------------------- | ----------------- | ------------------------------------------- | ---------- | -------------------------- | ---------- |
| 1946      | Verzetssmonument                          | R. van Dijk       |                                             | Zwartsluis | steen                      |            |
| 1950      | Oorlogsmonument                           | Johan van Zweden  | Markt                                       | Hasselt    | natuursteen                |            |
| 1984      | Joods monument                            | onbekend          | Baanstraat                                  | Zwartsluis | graniet                    |            |
| 1988      | Borstbeeld Koningin Beatrix               | Heleen Levano     | Gemeentehuis aan Havenplein                 | Genemuiden | Brons                      |            |
| 1989      | De Oude Veerman                           | Arie Teeuwisse    | Veerweg (bij Veerpont)                      | Genemuiden | Brons                      |            |
| 1991      | Paarden in de Meente                      | Frank Letterie    | Wooncentrum De Meente, Jan Arkelstraat      | Genemuiden | Brons                      |            |
| 1994      | Lemniscaat en Stengel                     | Carlo Kroon       | Gemeentehuis aan Havenplein                 | Genemuiden | Staal met kleurlak en glas |            |
| 1996      | Expectate et Laborate                     | André Boone       | Woonwijk De Greente                         | Genemuiden | Staal met kleurlak         |            |
| 1996      | Moeder en Kind                            | Gooitzen de Jong  | Prinses Irenestraat                         | Genemuiden |                            |            |
| 1997      | Arbeider tapijtfabriek                    | Carla Vrendenberg | Klaas Fuitestraat / Oosterbrugstraat        | Genemuiden | brons                      |            |
| 1999      | De Biezensnijder                          | Judith Braun      | Binnenhaven                                 | Genemuiden | Brons                      |            |
| 2000      | De Veenvaart                              | Hans Mes          | Cingelkolk                                  | Zwartsluis | Brons                      |            |
| 2003      | Het Priëltien                             | Han Janselijn     | Blokhuisweg                                 | Genemuiden | Staal, hout en kleurlak    |            |
| 2004      | De Zwartewater boot                       | Pier van Dijk     | Van Nahuysweg (dukdalf in het Zwarte Water) | Hasselt    | Roestvast staal            |            |
|           | Gedenknaald voor de arts Piet Provo Kluit |                   | Binnenhaven                                 | Genemuiden |                            |            |
|           | Leeuw                                     |                   | Justitiebastion                             | Hasselt    | Steen                      |            |
|           | Twee Hasselter aken                       | Eric Claus        | Julianakade                                 | Hasselt    | Brons                      |            |